# Tour de France 1914
Il Tour de France 1914, dodicesima edizione della Grande Boucle, si svolse in quindici tappe tra il 28 giugno e il 26 luglio 1914, per un percorso totale di 5405 km. Fu vinto per la seconda edizione consecutiva dal belga Philippe Thys, al secondo podio al Tour. Si trattò della terza edizione (peraltro consecutiva) in cui trionfò un ciclista belga.
Thys, secondo corridore belga vincente nella Grande Boucle, terminò in 200h28'48" davanti ai francesi Henri Pélissier (per la prima volta sul podio del Tour come secondo classificato) e Jean Alavoine (al secondo podio del Tour e di nuovo al terzo posto, stesso risultato da lui colto nell'edizione 1909).

## Tappe
| Tappa  | Data      | Percorso               | km    | Vincitore di tappa | Leader cl. generale          |
| ------ | --------- | ---------------------- | ----- | ------------------ | ---------------------------- |
| 1ª     | 28 giugno | Parigi > Le Havre      | 388   | Philippe Thys      | Philippe Thys                |
| 2ª     | 30 giugno | Le Havre > Cherbourg   | 364   | Jean Rossius       | Philippe Thys & Jean Rossius |
| 3ª     | 3 luglio  | Cherbourg > Brest      | 405   | Émile Engel        | Philippe Thys & Jean Rossius |
| 4ª     | 5 luglio  | Brest > La Rochelle    | 470   | Oscar Egg          | Philippe Thys & Jean Rossius |
| 5ª     | 7 luglio  | La Rochelle > Bayonne  | 379   | Oscar Egg          | Philippe Thys & Jean Rossius |
| 6ª     | 8 luglio  | Bayonne > Luchon       | 326   | Firmin Lambot      | Philippe Thys                |
| 7ª     | 10 luglio | Luchon > Perpignano    | 323   | Jean Alavoine      | Philippe Thys                |
| 8ª     | 13 luglio | Perpignano > Marsiglia | 370   | Octave Lapize      | Philippe Thys                |
| 9ª     | 14 luglio | Marsiglia > Nizza      | 338   | Jean Rossius       | Philippe Thys                |
| 10ª    | 16 luglio | Nizza > Grenoble       | 333   | Henri Pélissier    | Philippe Thys                |
| 11ª    | 18 luglio | Grenoble > Ginevra     | 325   | Gustave Garrigou   | Philippe Thys                |
| 12ª    | 20 luglio | Ginevra > Belfort      | 335   | Henri Pélissier    | Philippe Thys                |
| 13ª    | 22 luglio | Belfort > Longwy       | 325   | François Faber     | Philippe Thys                |
| 14ª    | 24 luglio | Longwy > Dunkerque     | 390   | François Faber     | Philippe Thys                |
| 15ª    | 26 luglio | Dunkerque > Parigi     | 340   | Henri Pélissier    | Philippe Thys                |
| Totale | Totale    | Totale                 | 5 405 |                    |                              |

## Squadre e corridori partecipanti
Parteciparono alla competizione dodici squadre oltre ai corridori "Isolati".
| N.      | Cod. | Squadra                 |
| ------- | ---- | ----------------------- |
| 1-8     | -    | Alcyon-Soly             |
| 9-20    | -    | Peugeot-Wolber          |
| 21-30   | -    | Automoto-Continental    |
| 31-35   | -    | Gladiator-Dunlop        |
| 36-40   | -    | Delage-Continental      |
| 41      | -    | Armor-Soly              |
| 42-45   | -    | Clément-Dunlop          |
| 47-49   | -    | Phebus-Dunlop           |
| 50-56   | -    | J.B. Louvet-Continental |
| 57-62   | -    | Alleluia-Continental    |
| 64-69   | -    | La Française-Hutchinson |
| 70-71   | -    | Thomann-Soly            |
| 101-197 | -    | Isolati                 |

## Resoconto degli eventi
La partenza Tour fu spostata a Saint-Cloud, mentre l'arrivo finale confermato al Parco dei Principi. Il percorso seguì l'andamento dell'edizione precedente, partendo verso ovest per arrivare a Parigi da est.
Al Tour de France 1914 parteciparono 145 corridori e 54 giunsero a Parigi.
Si trattò dell'ultima edizione della Grande Boucle prima della pausa forzata (dal 1915 al 1918) dovuta alla prima guerra mondiale, che costrinse molti corridori ad abbandonare la corsa a causa della mobilitazione generale proclamanta per l'inizio del conflitto.
Henri Pélissier fu il corridore con il maggior numero di tappe vinte, tre su un totale di quindici.
La Peugeot, diretta da Alphonse Baugé, dominò la corsa aggiudicandosi undici delle quindici tappe e ponendo tre dei suoi corridori sul podio finale. Vincitore dell'edizione fu il belga Philippe Thys, nonostante una penalità di 30 minuti dovuta a un cambio di ruota non autorizzato durante la penultima tappa. Il compagno di squadra Henri Pélissier si trovò così a meno di 2 minuti dal capoclassifica e durante l'ultima tappa si aprì una bagarre ai limiti del regolamento tra i due, ma il belga alla fine ebbe la meglio. Thys fu sempre leader della classifica generale, anche se in coabitazione con il connazionale Jean Rossius dalla seconda alla quinta tappa.
Thys fu il primo ciclista ad eguagliare il primato di due vittorie consecutive ottenuto precedentemente dal francese Lucien Petit-Breton (1907-1908).
Il belga vincerà anche l'edizione del 1920, diventando così il primo ciclista a vincere tre volte il Tour de France.

## Classifiche finali

### Classifica generale
| Pos. | Corridore        | Squadra     | Tempo      |
| ---- | ---------------- | ----------- | ---------- |
| 1    | Philippe Thys    | Peugeot     | 200h28'48" |
| 2    | Henri Pélissier  | Peugeot     | a 1'50"    |
| 3    | Jean Alavoine    | Peugeot     | a 36'53"   |
| 4    | Jean Rossius     | Alcyon-Soly | a 1h57'05" |
| 5    | Gustave Garrigou | Peugeot     | a 3h00'21" |
| 6    | Émile Georget    | Peugeot     | a 3h20'59" |
| 7    | Alfons Spiessens | J.B. Louvet | a 3h53'55" |
| 8    | Firmin Lambot    | Peugeot     | a 5h08'54" |
| 9    | François Faber   | Peugeot     | a 6h15'53" |
| 10   | Louis Heusghem   | Peugeot     | a 7h49'02" |